# بابلینگ آندر هات ۱۰۰
بابلینگ آندر هات ۱۰۰ (به انگلیسی: Bubbling Under Hot 100 Singles) یک جدول فروش موسیقی هفتگی است که توسط مجله بیلبورد در ایالات متحده منتشر می‌شود. این جدول فهرست برترین ترانه‌هایی را که به فهرست ۱۰۰ آهنگ داغ بیلبورد راه نیافته‌اند رتبه‌بندی می‌کند. رتبه‌بندی جدول‌ها بر اساس پخش رادیویی، میزان فروش و استریم است. این جدول در سال‌های ابتدایی، شامل ۱۵ ترانه بود، در دهه ۱۹۶۰ به ویژه در سال‌هایی که بیش از ۷۰۰ تک‌آهنگ در ۱۰۰ آهنگ داغ بیلبورد قرار گرفتند، به ۳۶ ترانه افزایش یافت. بین سال‌های ۱۹۷۴ تا ۱۹۸۵، شامل ۱۰ ترانه بود. از سال  ۱۹۹۲،  ۲۵ ترانه در این جدول رتبه‌بندی می‌شوند.
بابلینگ آندر هات ۱۰۰ اولین بار در شماره ۱ ژوئن ۱۹۵۹ بیلبورد معرفی شد.